# Calymmaria humboldi
Calymmaria humboldi är en spindelart som beskrevs av Ernst Heiss och Draney 2004. Calymmaria humboldi ingår i släktet Calymmaria och familjen panflöjtsspindlar. Inga underarter finns listade.